# Kavarna (obchtina)
La commune de Kavarna (en bulgare Община Каварна - Obchtina Kavarna) est située dans le nord-est de la Bulgarie.

## Géographie

### Géographie physique
La commune de Kavarna est située dans le nord-est de la Bulgarie, dans l'oblast de Dobritch.

### Géographie humaine
| 1926 | 1934 | 1946 | 1956 | 1965 | 1975   | 1985   | 1992   | 2001   |
| ---- | ---- | ---- | ---- | ---- | ------ | ------ | ------ | ------ |
| -    | -    | -    | -    | -    | 19 709 | 19 096 | 18 044 | 16 688 |

| 2011   | 2021   | 2022   | - | - | - | - | - | - |
| ------ | ------ | ------ | - | - | - | - | - | - |
| 15 216 | 13 532 | 13 007 | - | - | - | - | - | - |

,

## Administration
Le chef-lieu est la commune de Kavarna est la ville de Kavarna.

### Structure administrative
La commune compte 1 ville et 20 villages :
| - ville de Kavarna - village de Balgarévo - village de Bélgoun - village de Bilo - village de Bojouréts - village de Irétchék - village de Kamén briag | - village de Hadji Dimitar - village de Kroupén - village de Mogilichté - village de Néïkovo - village de Poroutchik Tchountchévo - village de Rakovski - village de Séltsé | - village de Septemvriitsi - village de Sveti Nikola - village de Tchélopetchéné - village de Topola - village de Travnik - village de Vidno - village de Vranino |

### Liste des maires
| Période                                  | Période  | Identité          | Étiquette   | Qualité |
| ---------------------------------------- | -------- | ----------------- | ----------- | ------- |
| Les données manquantes sont à compléter. |          |                   |             |         |
| 200X                                     | 201X     | Tsonko Tsonév     | Indépendant |         |
| 2019                                     | En cours | Elèna Baltadjièva | VMRO-MNB    |         |

### Jumelages
La commune de Kavarna est jumelée avec les communes de :
- Barcelone, Espagne
- municipalité de Lykóvrysi-Péfki, Grèce
- Piazzola sul Brenta, Italie
- municipalité de Prizren, Kosovo
- municipalité de Kruševo, Macédoine du Nord
- municipalité de Skarzysko-Kamienna, Pologne
- Babadag, Roumanie
- община Navodari, Roumanie
- Podolsk, Fédération de Russie
- Chtcherbinka, Fédération de Russie
- Centre municipal d'éducation "Arrondissement de Sosnovy Bor, Fédération de Russie
- municipalité de Bossilègrad, Serbie
- municipalité de Zaïtchar, Serbie
- Centre pour la culture de Tsaribrod, Serbie
- municipalité de Mihajlovce, Slovaquie

## Galerie

Carte topographique de la municipalité de Kavarna
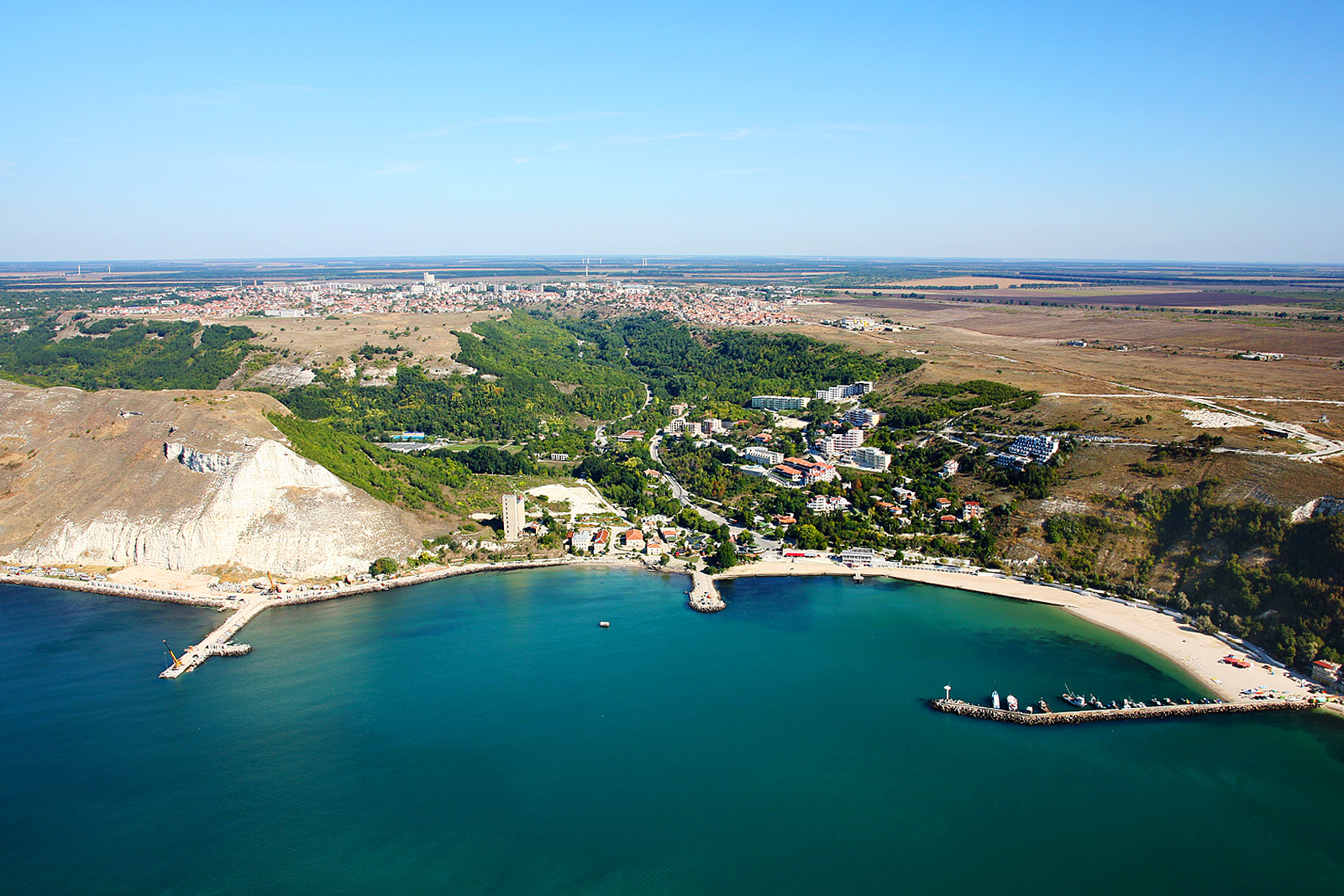
Kavarna : Vue aérienne panoramique
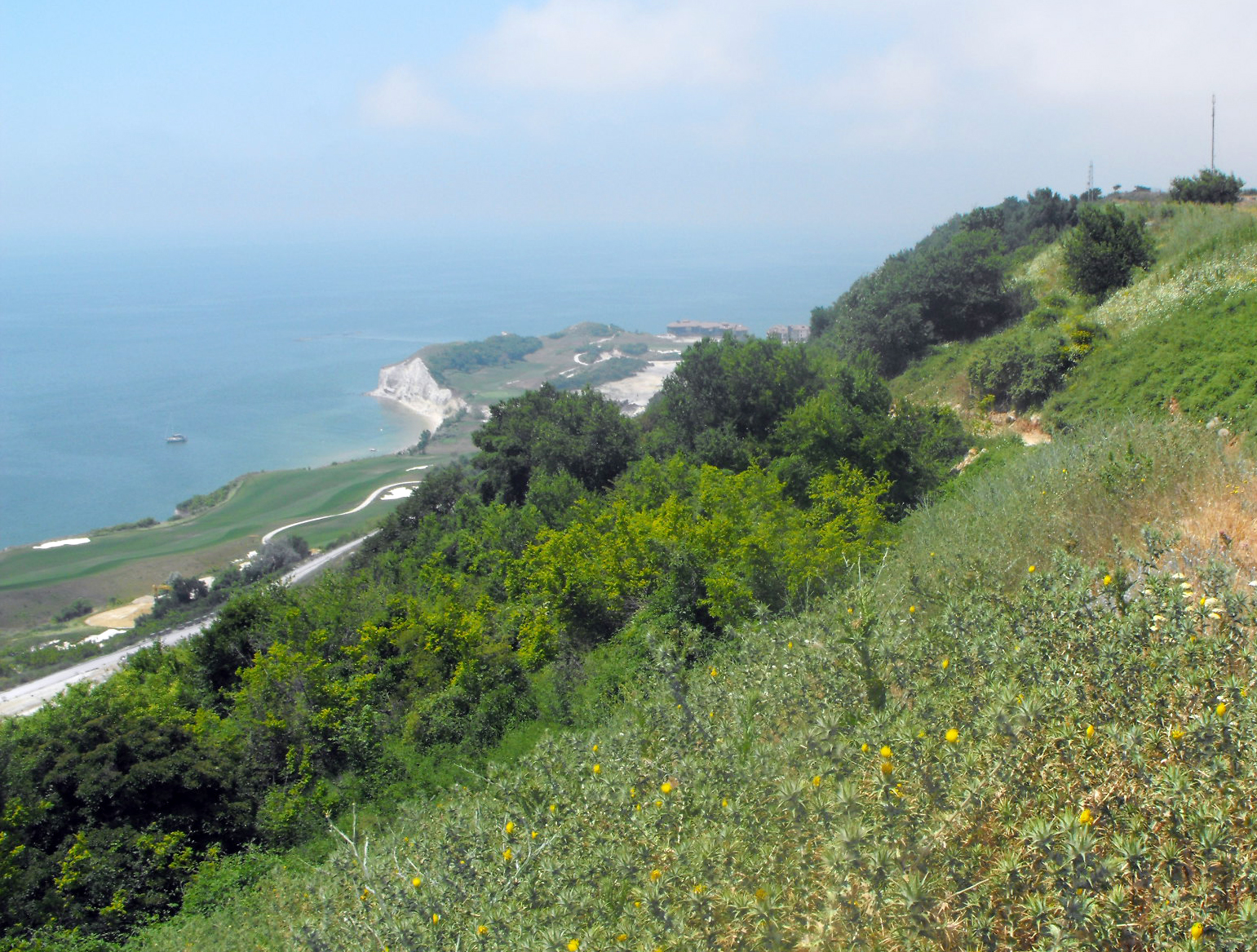
Bojouréts vu de la colline qui le surplombe
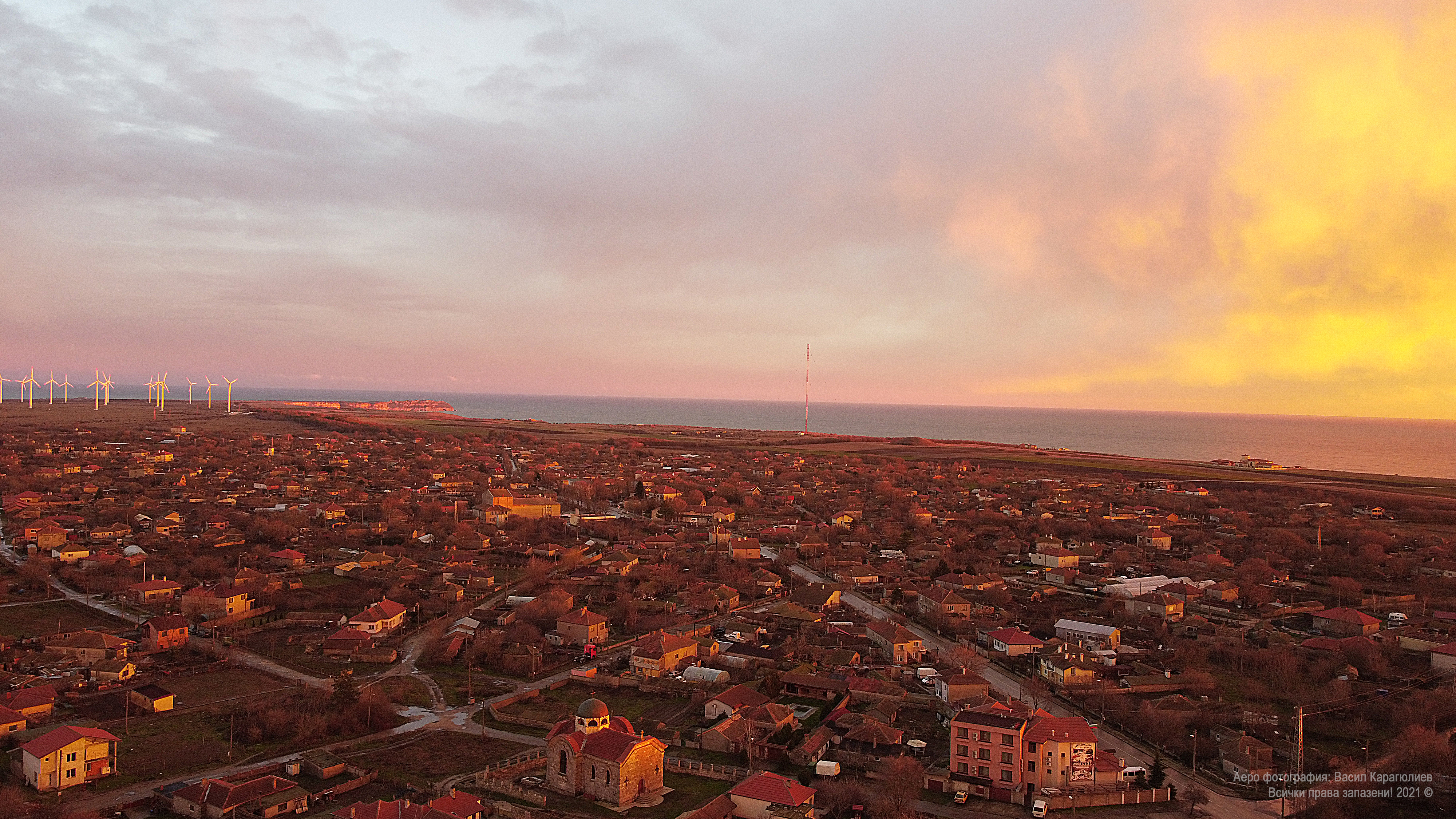
Balgarévo : vue aérienne de la ville en direction du cap Kaliakra
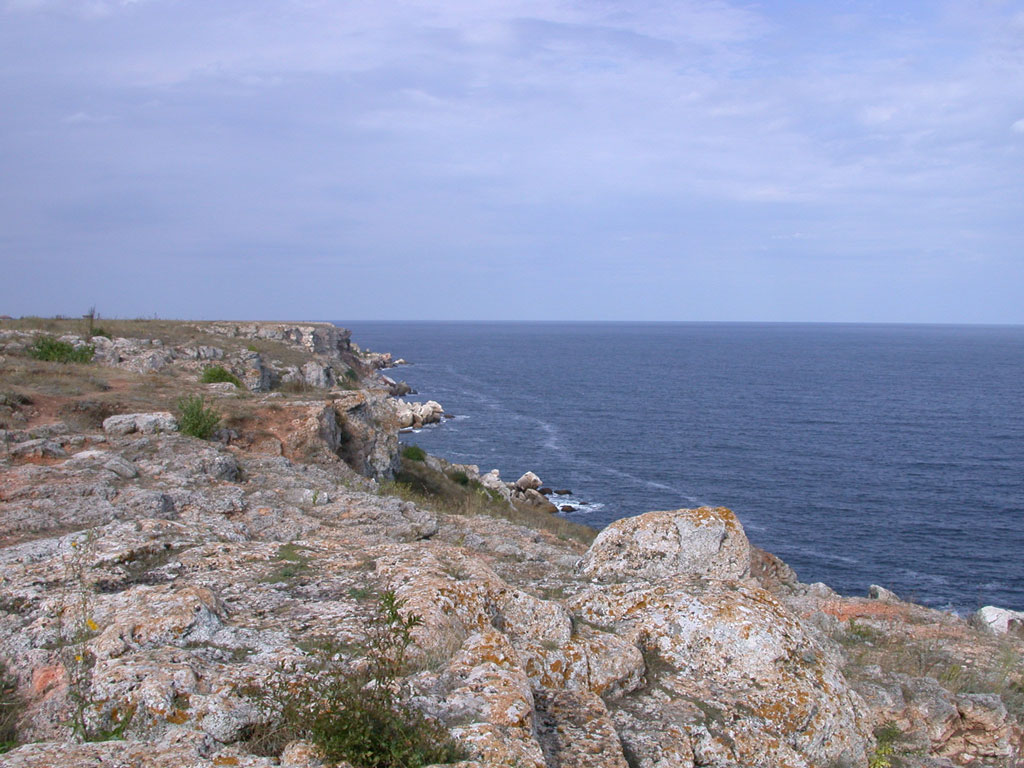
Kamén Briag : Les falaises
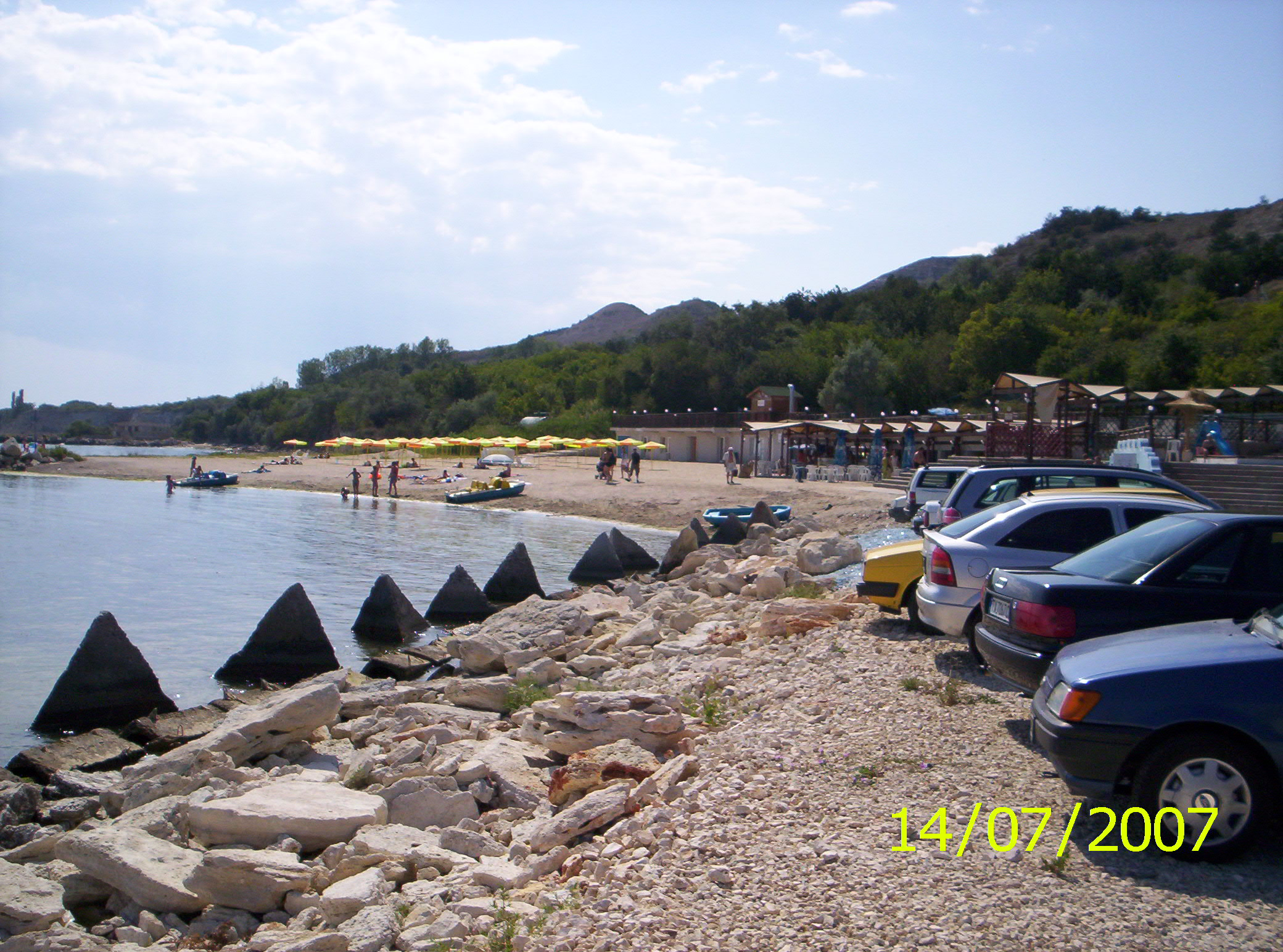
Topola : la plage près du village